# Kubed
Kubed (italijansko Covedo) je naselje v  Slovenski Istri, ki upravno spada pod Mestno občino Koper. Domačini svoje naselje imenujejo Čubed, sebe pa Kubejci.

## Opis
Kubed se nahaja na skrajnem severovzhodu Šavrinskega gričevja, na robu podolja, kjer se stikajo flišni in kraški geološki pojavi. Na severni strani naselja je kraška vzpetina Krašca (272 m.n.m.), na zahodni strani pa podolje omejuje flišni hrbet z vrhom Kubejsko Vardo (390 m.n.m.). 
Naselje vaškega značaja je oddaljeno od Kopra dobrih 16 km, v njem pa sedaj prebiva 165 prebivalcev. Hiše so v nizih razporejene na prisojnem področju pod kraško vzpetino Gradom, na kateri je ohranjen del nekdanje srednjeveške utrdbe s peterokotnim obrambnim stolpom ob vhodu, ene od tistih, ki jih je dal zgraditi istrski mejni grof Ulrich Weimarski. Z nje so lahko nadzorovali trgovske poti med celino in notranjostjo Istre ter je v času napadov Uskokov in Turkov v 15. in 16. stoletju poleg posadki nudila zaščito in zavetje tudi lokalnim prebivalcem.
Čisto na robu vzpetine nad naseljem stoji nekdanja župnijska cerkev sv. Florijana iz leta 1688, zgrajena na mestu še starejše srednjeveške. V bližini cerkve stoji zvonik, zgrajen iz istrskega kamna, ki je nekdanji obrambni stolp. Petkotni obrambni stolp so namreč spremenili v zvonik leta 1833. Severozahodno od jedra se nahaja zaselek Skrajniki.

## Zgodovina
Zgodovina trdnjave in naselja pod njo sega v zgodnji srednji vek, ko je širše področje spadalo med cerkvene posesti tržaške škofije. Kubed se v pisnih virih prvič omenja leta 1069, v darilni listini svetorimskega cesarja Henrika IV. freisinškemu škofu Ellenhardu.

### Kubedski tabor
V Kubedu so 7. avgusta 1870 pripravili tabor, katerega organizator in pobudnik je bil Franjo Ravnik, mesto predsednika tabora pa je dobil Karel Lavrič. Takrat je okoli 4000 navzočih Istranov zahtevalo Zedinjeno Slovenijo, zahtevali so uvedbo slovenskega jezika v šolah in uradih, znižanje davkov ter da bi v koprskem okolišu zgradili slovensko srednjo šolo. Štirinajst let kasneje je vas dobila svojo čitalnico, še štiri leta zatem so ustanovili Pevsko in bralno društvo Skala.

### Gospodarstvo nekoč
Leta 1900 je vas že imela gostilne, torkljo in mlin v Mostiščju na Rižani. Po letu 1909 je v vasi delovala tudi kmečka posojilnica in hranilnica.

### Druga svetovna vojna
Med drugo svetovno vojno je nemška vojska v vasi 2. oktobra 1943 požgala 53 hiš. Med NOB je v vasi delovala partizanska šola, kurirji pa so imeli stalno javko. V spomin padlim za svobodo so v Kubedu postavili dva spomenika. Enega so postavili leta 1948, drugega pa leta 1978, na katerega so vklesali domoljubni stih, ki se glasi: »V tej zemlji istrski ste pokopani junaki, Istri in svobodi vdani.«

## Demografija
| Leto      | 1869 | 1900 | 1931 | 1961 | 1971 | 1981 | 1991 |
| Št. preb. | 335  | 386  | 343  | 209  | 176  | 165  | 165  |

## Kultura
V Kubedu se je rodil znani pesnik slovenske Istre, duhovnik Alojz Kocjančič. Na maši 4. julija 1937, ki jo je vodil, se je zbralo kar 5000 ljudi.
Ob stoti obletnici nastanka Pevskega in bralnega društva Skala, je lokalno društvo, imenovano Društvo za šport, kulturo in razvoj vasi Skala, izdalo zbornik Kubed skozi društveno in posvetno življenje, ki spominsko in dokumentarno predstavlja kroniko življenja v tej istrski vasi.

## Šolstvo
Osnovna šola je v Kubedu delovala od leta 1851, z občasnimi prekinitvami, vse do leta 1955, torej okoli 104 let. Kljub velikem fašističnem pritisku in agresivnem poitaljevanju se je kar dobro ohranjala slovenska beseda in pesem.